# Guazuma
A Guazuma a mályvafélék (Malvaceae) családjának egy nemzetsége.

## Származása, élőhelye
Dél-, illetve Közép-Amerikában, valamint a Karibi-szigetvilágban honos.

## Megjelenése, felépítése
A legfeljebb 20 m-esre megnövő növényekkel a tengerszint felett 1200 m-ig találkozhatunk. Leveleik osztatlanok és csillagszőrösek lehetnek. Virágaik aprók, a kettéhasított szirmok fehérek vagy világossárgák. A tüskés vagy szőrös, belül húsos termés öt kopáccsal nyíló tok.

## Felhasználása
- Háncsrostjaiból köteleket készítenek.
- Legismertebb képviselője, a Guazuma ulmifolia évszázadokig fontos gyógynövény volt: szifiliszt, hasmenést, gasztrointesztinális fájdalmakat, bronchitist, húgyúti fájdalmakat, asztmát kezeltek vele.

## A Guazuma ulmifolia hatóanyagai
Sok benne a tannin és a proanthocyanidin – ez utóbbi egy antioxidáns, amit a növényből kivonva hajnövesztő szerként használnak. A kéreg antibakteriális és gombaölő hatású kaurénsavat tartalmaz.